# Abraham Skorka

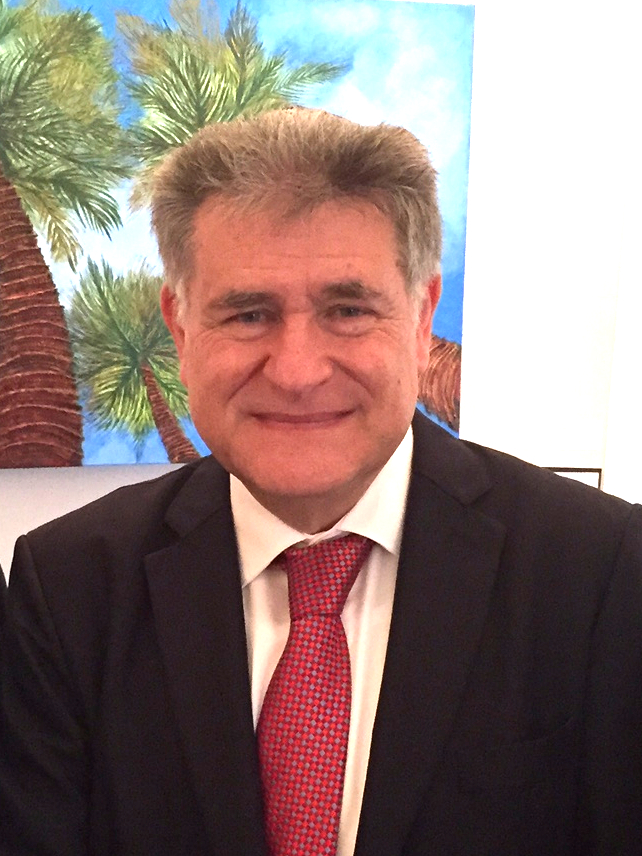
Abraham Skorka (2015)

Abraham Skorka (* 5. Juli 1950 als Abrahán Skorka in Buenos Aires) ist ein argentinischer Biophysiker, Rabbiner und Fachbuchautor. Abraham Skorka ist Rektor des Lateinamerikanischen Rabbinerseminars (Seminario Rabínico Latinoamericano in Buenos Aires), Rabbiner der jüdischen Gemeinde Benei Tikva, Professor der biblischen und rabbinischen Literatur beim Lateinamerikanischen Rabbinerseminar und Lehrer für talmudisches Recht an der katholischen Universidad Católica Argentina in Buenos Aires wie auch an der jesuitischen Universidad del Salvador in Buenos Aires.
1979 erwarb er den Doktor der Chemie an der Universität Buenos Aires. Skorka hat wissenschaftliche Publikationen auf dem Gebiet der Biophysik und zahlreiche Artikel im Bereich der biblischen und talmudischen Forschung veröffentlicht.
Abraham Skorka führte mit dem Erzbischof von Buenos Aires Jorge Mario Bergoglio, dem späteren Papst Franziskus, eine Reihe interreligiöser Gespräche über Themen wie Gott, Fundamentalismus, Atheisten, Tod, Holocaust, Homosexualität und Kapitalismus. Die Dialoge, die abwechselnd am Sitz des Bischofs und bei der jüdischen Gemeinde Benei Tikva stattfanden, fassten die beiden in einem Buch zusammen mit dem Titel Sobre el Cielo y la Tierra (Über den Himmel und die Erde).

## Ehrungen
- Anlässlich des 50. Jahrestages des Zweiten Vatikanischen Konzils verlieh ihm die Universidad Católica Argentina die Ehrendoktorwürde.[3][4]

## Werke
Bücher
- Miles de años por semana : vision actual de la lectura de la Torah. 1997
- Koautor und Herausgeber: Introducción al Derecho Hebreo. 2001, ISBN 978-950-23-1200-2
- ¿Hacia un mañana sin fe? Ediciones Asamblea Rabinica Latinoamericana, 2007, ISBN 978-987-550-637-4.
- Jorge Mario Bergoglio, Abraham Skorka: Sobre el Cielo y la Tierra. Editorial Sudamericana, Buenos Aires 2010, ISBN 978-950-07-3293-2.

Audiokassette
- „Maimonides' Laws of Giving to the Poor“, Rabbi Abraham Skorka, Rabbinical Assembly, 2000[5]

Artikel veröffentlicht bei La Nacion (Auswahl)
- De la muerte de Dios a la muerte de lo humano
- Diálogo profundo en un mundo inconexo
- De Fuenteovejuna a Pasteur 633
- De la cena pascual a la eucaristía
- A cuarenta años de Nostra Aetate
- Libertad e idolatría en el relato de la Pascua
- La visión de la Biblia sobre la paz
- A la sombra del golem
- Sacrificios que no acercan a Dios
- El diálogo interreligioso

Beispielhafter naturwissenschaftlicher Artikel
- Enrique T. Segura, Juan C. Reboreda, Armando Skorka, María E. Cuello, Silvia Petriella: Role of the CNS in the control of the water economy of the toadBufo arenarum Hensel